# Benjamin Day
Pour les articles homonymes, voir Benjamin Day (journaliste) et Day.
Benjamin "Ben" Day (né le 11 décembre 1978 à Corinda, dans la banlieue de Brisbane) est un coureur cycliste australien. Spécialiste du contre-la-montre. Il a été champion d'Australie de la discipline en 2003 et médaillé d'argent aux Jeux du Commonwealth. Il a également remporté le Tour de Beauce en 2007 et 2010.

## Palmarès
- 2000
  - Vainqueur du National Road Series
  - Grafton to Inverell Classic
- 2001
  - 1re étape du Bałtyk-Karkonosze Tour (contre-la-montre)
- 2002
  - 5e étape du Tour de l'Alentejo (contre-la-montre)
  - 3e du championnat d'Australie du contre-la-montre
- 2003
  -  Champion d'Australie du contre-la-montre
  - 3e du GP Cantanhede
  - 10e du championnat du monde du contre-la-montre
- 2004
  - 5e étape du Tour Down Under
- 2006
  - 6e étape du Herald Sun Tour (contre-la-montre)
  - 2e du Tour du district de Santarém
  -  Médaillé d'argent du contre-la-montre aux Jeux du Commonwealth
  - 3e du championnat d'Australie du contre-la-montre
- 2007
  - Tour de Beauce :
    - Classement général
    - 4ea étape (contre-la-montre)
- 2008
  - 3e du championnat d'Australie du contre-la-montre
  - 3e de la San Dimas Stage Race
  - 3e du Herald Sun Tour
- 2009
  - Calville Bay Classic :
    - Classement général
    - 1re étape (contre-la-montre)

  - San Dimas Stage Race :
    - Classement général
    - 1re étape (contre-la-montre)

  - Prologue de la Redlands Bicycle Classic
  - 6e étape du Tour de Tasmanie
  - 3e de la Redlands Bicycle Classic
- 2010
  - San Dimas Stage Race :
    - Classement général
    - 1re étape (contre-la-montre)

  - Redlands Bicycle Classic :
    - Classement général
    - Prologue

  - Chrono Gatineau
  - Tour de Beauce :
    - Classement général
    - 4e étape (contre-la-montre)

  - 2e étape de la Cascade Classic (contre-la-montre)
  - 2e de la Cascade Classic
- 2011
  - San Dimas Stage Race :
    - Classement général
    - 1re étape (contre-la-montre)

## Classements mondiaux
| Année            | 2005 | 2006 | 2007 | 2008 | 2009 | 2010 | 2011 | 2012  | 2013 | 2014 |
| ---------------- | ---- | ---- | ---- | ---- | ---- | ---- | ---- | ----- | ---- | ---- |
| UCI America Tour |      |      | 28e  | 164e | 361e | 16e  |      | 172e  | 139e | 342e |
| UCI Europe Tour  | 241e | 226e |      |      |      |      |      | 1004e |      |      |
| UCI Oceania Tour | 28e  | 74e  | 41e  | 59e  | 10e  | 73e  | 33e  |       |      |      |